# 栗原勇蔵
栗原 勇蔵（くりはら ゆうぞう、1983年9月18日 - ）は、神奈川県横浜市瀬谷区出身の元プロサッカー選手。現役時代のポジションはディフェンダー（DF）。元日本代表。
2002年に入団してから18年間（下部組織時代を含めると24年間）、横浜F・マリノス一筋でプレーしたバンディエラ。

## 来歴
1996年から横浜マリノス（現：横浜F・マリノス）の下部組織に入団し、2002年からトップチームに昇格。2003年のJ1・1stステージ第5節のジェフユナイテッド市原戦でプロデビューを飾った。
2005年までは日本代表の松田直樹や中澤佑二などの控えに甘んじていたが、2006年は開幕戦からセンターバックとして出場するなど、出場機会が増加。シーズン終盤からは層の薄かった右サイドバックとしても起用される。同じくDFでしばしば攻撃参加もする松田が攻め上がったときに守備のバランスが崩れ失点するのを防ぐためでもあった。
2007年以降もDF陣の主力として活躍。2012年と2014年にはリーグ最少失点を記録。2013年には、リーグ戦2位と天皇杯優勝に貢献するなど、堅守が持ち味の横浜FMの主軸となった。
2013年9月29日、一般女性と入籍したことをクラブ公式HPを通じて発表した。
2016年6月11日の川崎フロンターレ戦にてJ1通算300試合出場を達成。
2019年12月2日、今シーズン限りで現役を引退することを発表した。この年はカップ戦のみの出場となり、リーグ戦の出場は無かったが、チームは15年ぶりのリーグ優勝を果たし、最高の形で現役生活を終えた。優勝セレモニーでは、松田直樹の3番のユニフォームを着てシャーレを掲げた。優勝セレモニー後には引退セレモニーが行われ「こんな最高の雰囲気の中、優勝してくれてチームメートに感謝しています。本当に18年間ありがとうございました」と話し、ビデオメッセージでは、元チームメイトのドゥトラや安貞桓、元日本代表監督のアルベルト・ザッケローニ（ザッケローニは試合も観戦）から労いの言葉が送られ、下部組織時代の同期で元チームメイトの榎本哲也と藤本淳吾から花束が贈られた。
2020年1月10日、横浜FMのクラブシップ・キャプテンに就任。様々な部署と情報を共有、模索しながら、クラブの在り方を共に構築していく役割を担う。
2024年12月17日、横浜ＦＭのチーム統括本部に入ることを発表した。

### 日本代表
2006年8月、イビチャ・オシム体制になった日本代表の初戦であるトリニダード・トバゴ戦に向け追加招集される。後半に負傷した坪井慶介に替わり途中出場し、A代表デビューを飾った。その後しばらくは招集されなかったが、2010年4月のセルビア戦で約3年8ヶ月ぶりに招集された。
2010年8月にアルベルト・ザッケローニが監督に就任すると、度々招集されるようになった。2012年6月8日、2014 FIFAワールドカップ・アジア最終予選のヨルダン戦で代表初ゴールを記録した。同月12日のオーストラリア戦でも2試合連続ゴールを決めた。2013年のコンフェデレーションズカップや東アジアカップにも出場したが、ワールドカップ本大会のメンバーには入れなかった。

## 人物・エピソード
- ユース時代、ボクシングジムの関係者にスカウトされたことがある[9]。また大のプロレスファンであり、2011年には憧れだったというレスラーの蝶野正洋との対談が実現した[10]。
- 横浜ＦＭの当時監督だった岡田武史に最初に出会った際に、「お前、悪そうなツラしてんなぁ。俺も若い時にリーゼントにボンタンを履いていたから分かるんだよ」と言われた。
- 気が強く、ユースからトップチームの若手時代にいたるまで「街で売られた喧嘩は全て買っていた」という。このことについて天野貴史が「全体練習の後、決闘に出かけた」と証言している[11]。
- 横浜FMのチームメイトで先輩である松田直樹から「若い頃の自分に似ている」などと言われるほどのメンタル面や実力を当時から持っており「第二の松田直樹」とも呼ばれていた。栗原も松田を「存在感は（今まで会った選手の中で）一番」と憧れを持っていた[12]。
- 2004年8月8日、親善試合レッジーナ戦では序盤からラフプレーが続出した。前半も接触プレーに怒った栗原がレッジーナの選手の胸をどんと突き飛ばしもめたがみんなが中に入っておさめた。試合終了間際にはＣＫ時の競り合いでレジーナＭＦモザルトが栗原にひじ打ちを食らわせ、鼻骨を骨折させられた。岡田監督は抗議し、乱闘寸前の緊迫した状況のまま試合終了。怒りのあまりベンチを蹴飛ばした栗原は病院に直行した。
- 2004年のチャンピオンシップ第2戦・浦和レッズ戦の試合前に松田直樹から「気合を入れてくれ」と言われ、ビンタをして失神させかけた[13]。
- 2011年6月26日、モンテディオ山形戦で横浜FMのJリーグ通算1000ゴール目となるメモリアルゴールを決めた[14]。
- 2013年5月3日、鹿島アントラーズ戦で鹿島陣内に入り込んだが混戦となる。ボールからほんの少し離れた地点で、栗原はボールを目で追いながら間接視野に入った小笠原満男をわずかながら手で押した。すると小笠原がすぐに栗原を振り返り挑発。次の瞬間、栗原が振り上げた右ひじが小笠原の顔面をヒット、その場では警告などは提示されなかったが、次節1試合の出場停止処分となる。
- 2013年11月10日、名古屋グランパス戦で自陣ペナルティーエリア付近で名古屋ＦＷケネディと接触。詰め寄ってくるケネディに対し、右手でビンタするしぐさを見せると、ケネディが派手に倒れ込んだ。怒った名古屋ＤＦ闘莉王が駆け寄ってきて栗原を突き飛ばすなど、両軍入り乱れて会場は騒然となった。結局、栗原とケネディの双方にイエローカードが出された。
- 2010年までともにプレーしていたが、松田が松本山雅FCに移籍した2011年8月4日、松田は急性心筋梗塞のため急逝。栗原は死を受け入れられず、通夜と告別式に参加することができなかった[12]。現役引退後には未だ墓参りに行っていないことを明かし、いずれは行きたいと語っている。[15]
- 屈強なフィジカルで武闘派なイメージで「ケンカ番長」、「ハマの番長」なるニックネームがあるが、引退後にベイスターズの監督三浦大輔と「ハマの番長」対談し、情に厚く、優しい素顔みせている。

## 所属クラブ
ユース経歴
- 原FC
- 1996年 - 1998年 横浜マリノスジュニアユース（横浜市立原中学校）
- 1999年 - 2001年 横浜F・マリノスユース（神奈川県立中沢高等学校）

プロ経歴
- 2002年 - 2019年  横浜F・マリノス

## 個人成績
| 国内大会個人成績 | 国内大会個人成績 | 国内大会個人成績 | 国内大会個人成績 | 国内大会個人成績 | 国内大会個人成績 | 国内大会個人成績 | 国内大会個人成績 | 国内大会個人成績 | 国内大会個人成績 | 国内大会個人成績 | 国内大会個人成績 |
| 年度             | クラブ           | 背番号           | リーグ           | リーグ戦         | リーグ戦         | リーグ杯         | リーグ杯         | オープン杯       | オープン杯       | 期間通算         | 期間通算         |
| 年度             | クラブ           | 背番号           | リーグ           | 出場             | 得点             | 出場             | 得点             | 出場             | 得点             | 出場             | 得点             |
| 日本             | 日本             | 日本             | 日本             | リーグ戦         | リーグ戦         | リーグ杯         | リーグ杯         | 天皇杯           | 天皇杯           | 期間通算         | 期間通算         |
| ---------------- | ---------------- | ---------------- | ---------------- | ---------------- | ---------------- | ---------------- | ---------------- | ---------------- | ---------------- | ---------------- | ---------------- |
| 2002             | 横浜FM           | 35               | J1               | 0                | 0                | 0                | 0                | 0                | 0                | 0                | 0                |
| 2003             | 横浜FM           | 30               | J1               | 7                | 0                | 2                | 0                | 0                | 0                | 9                | 0                |
| 2004             | 横浜FM           | 30               | J1               | 8                | 0                | 7                | 0                | 2                | 0                | 17               | 0                |
| 2005             | 横浜FM           | 30               | J1               | 13               | 1                | 2                | 1                | 1                | 0                | 16               | 2                |
| 2006             | 横浜FM           | 30               | J1               | 30               | 1                | 8                | 0                | 3                | 0                | 41               | 1                |
| 2007             | 横浜FM           | 30               | J1               | 25               | 0                | 8                | 0                | 1                | 0                | 34               | 0                |
| 2008             | 横浜FM           | 4                | J1               | 24               | 0                | 5                | 1                | 4                | 1                | 33               | 2                |
| 2009             | 横浜FM           | 7                | J1               | 26               | 3                | 10               | 0                | 2                | 0                | 38               | 3                |
| 2010             | 横浜FM           | 4                | J1               | 28               | 2                | 6                | 0                | 0                | 0                | 34               | 2                |
| 2011             | 横浜FM           | 4                | J1               | 30               | 3                | 2                | 1                | 3                | 0                | 35               | 4                |
| 2012             | 横浜FM           | 4                | J1               | 31               | 0                | 3                | 0                | 3                | 0                | 37               | 0                |
| 2013             | 横浜FM           | 4                | J1               | 31               | 2                | 6                | 0                | 6                | 1                | 43               | 3                |
| 2014             | 横浜FM           | 4                | J1               | 29               | 3                | 1                | 0                | 2                | 0                | 32               | 3                |
| 2015             | 横浜FM           | 4                | J1               | 11               | 0                | 2                | 0                | 0                | 0                | 13               | 0                |
| 2016             | 横浜FM           | 4                | J1               | 12               | 1                | 9                | 0                | 2                | 0                | 23               | 1                |
| 2017             | 横浜FM           | 4                | J1               | 8                | 0                | 6                | 0                | 2                | 0                | 16               | 0                |
| 2018             | 横浜FM           | 4                | J1               | 3                | 0                | 4                | 0                | 1                | 0                | 7                | 0                |
| 2019             | 横浜FM           | 4                | J1               | 0                | 0                | 4                | 0                | 1                | 0                | 5                | 0                |
| 通算             | 日本             | 日本             | J1               | 316              | 16               | 85               | 3                | 33               | 2                | 433              | 21               |
| 総通算           | 総通算           | 総通算           | 総通算           | 316              | 16               | 85               | 3                | 33               | 2                | 433              | 21               |

その他の公式戦
- 2005年
  - スーパーカップ 1試合0得点
- 2014年
  - スーパーカップ 1試合0得点

| 国際大会個人成績 | 国際大会個人成績 | 国際大会個人成績 | 国際大会個人成績 | 国際大会個人成績 |
| 年度             | クラブ           | 背番号           | 出場             | 得点             |
| AFC              | AFC              | AFC              | ACL              | ACL              |
| ---------------- | ---------------- | ---------------- | ---------------- | ---------------- |
| 2004             | 横浜FM           | 30               | 4                | 2                |
| 2005             | 横浜FM           | 30               | 4                | 0                |
| 2014             | 横浜FM           | 4                | 4                | 0                |
| 通算             | AFC              | AFC              | 12               | 2                |

その他の国際公式戦
- 2004年
  - A3チャンピオンズカップ 3試合1得点
- 2005年
  - A3チャンピオンズカップ 3試合0得点
- 2003年4月26日 - プロ初出場（Jリーグ） - ジェフ市原戦（市原臨海競技場）
- 2004年2月10日 - プロ初得点（ACL） - ビン・ディン（ベトナム）戦（クイニョン）

## 日本代表歴
- 2006年8月9日 - A代表初出場（キリンチャレンジカップ） - トリニダード・トバゴ代表戦（国立競技場）
- 2012年6月8日 - A代表初得点（2014 FIFAワールドカップ・アジア最終予選） - ヨルダン戦（埼玉スタジアム2002）

### 出場大会
- U-20サッカー日本代表
  - 2003年 2003 FIFAワールドユース選手権（ベスト8）
- U-23サッカー日本代表
  - 2004年  ギリシャ遠征
- 日本代表
  - 2013年 FIFAコンフェデレーションズカップ2013、東アジアカップ2013

### 試合数
- 国際Aマッチ 20試合 3得点（2006年 - 2013年）

| 日本代表 | 国際Aマッチ | 国際Aマッチ |
| 年       | 出場        | 得点        |
| -------- | ----------- | ----------- |
| 2006     | 1           | 0           |
| 2010     | 4           | 0           |
| 2011     | 3           | 0           |
| 2012     | 5           | 2           |
| 2013     | 7           | 1           |
| 通算     | 20          | 3           |

### 出場
| No. | 開催日         | 開催都市       | スタジアム                         | 対戦相手               | 結果 | 監督                     | 大会                       |
| --- | -------------- | -------------- | ---------------------------------- | ---------------------- | ---- | ------------------------ | -------------------------- |
| 1.  | 2006年08月09日 | 東京都         | 国立霞ヶ丘競技場陸上競技場         | 🇹🇹トリニダード・トバゴ | ○2-0 | イビチャ・オシム         | キリンチャレンジカップ     |
| 2.  | 2010年04月07日 | 大阪府         | 長居陸上競技場                     | セルビア               | ●0-3 | 岡田武史                 | キリンチャレンジカップ     |
| 3.  | 2010年09月04日 | 神奈川県       | 横浜国際総合競技場                 | パラグアイ             | ○1-0 | 原博実（代行）           | キリンチャレンジカップ     |
| 4.  | 2010年10月08日 | 埼玉県         | 埼玉スタジアム2002                 | アルゼンチン           | ○1-0 | アルベルト・ザッケローニ | キリンチャレンジカップ     |
| 5.  | 2010年10月12日 | ソウル         |                                    | 韓国                   | △0-0 | アルベルト・ザッケローニ | 国際親善試合               |
| 6.  | 2011年06月01日 | 新潟県         | 新潟スタジアム                     | ペルー                 | △0-0 | アルベルト・ザッケローニ | キリンカップ               |
| 7.  | 2011年10月07日 | 兵庫県         | 御崎公園球技場                     | ベトナム               | ○1-0 | アルベルト・ザッケローニ | キリンチャレンジカップ     |
| 8.  | 2011年11月15日 | 平壌           |                                    | 北朝鮮                 | ●0-1 | アルベルト・ザッケローニ | ワールドカップ予選         |
| 9.  | 2012年02月24日 | 大阪府         | 長居陸上競技場                     | アイスランド           | ○3-1 | アルベルト・ザッケローニ | キリンチャレンジカップ     |
| 10. | 2012年05月23日 | 静岡県         | 静岡県小笠山総合運動公園スタジアム | アゼルバイジャン       | ○2-0 | アルベルト・ザッケローニ | キリンチャレンジカップ     |
| 11. | 2012年06月08日 | 埼玉県         | 埼玉スタジアム2002                 | ヨルダン               | ○6-0 | アルベルト・ザッケローニ | ワールドカップ予選         |
| 12. | 2012年06月12日 | ブリスベン     |                                    | オーストラリア         | △1-1 | アルベルト・ザッケローニ | ワールドカップ予選         |
| 13. | 2012年10月16日 | ヴロツワフ     |                                    | ブラジル               | ●0-4 | アルベルト・ザッケローニ | 国際親善試合               |
| 14. | 2013年03月22日 | ドーハ         |                                    | カナダ                 | ○2-1 | アルベルト・ザッケローニ | 国際親善試合               |
| 15. | 2013年05月30日 | 愛知県         | 豊田スタジアム                     | ブルガリア             | ●0-2 | アルベルト・ザッケローニ | キリンチャレンジカップ     |
| 16. | 2013年06月04日 | 埼玉県         | 埼玉スタジアム2002                 | オーストラリア         | △1-1 | アルベルト・ザッケローニ | ワールドカップ予選         |
| 17. | 2013年06月22日 | ベロオリゾンテ |                                    | メキシコ               | ●1-2 | アルベルト・ザッケローニ | コンフェデレーションカップ |
| 18. | 2013年07月21日 | ソウル         |                                    | 中華人民共和国         | △3-3 | アルベルト・ザッケローニ | 東アジアカップ             |
| 19. | 2013年07月25日 | 華城           |                                    | オーストラリア         | ○3-2 | アルベルト・ザッケローニ | 東アジアカップ             |
| 20. | 2013年07月28日 | ソウル         |                                    | 韓国                   | ○2-1 | アルベルト・ザッケローニ | 東アジアカップ             |

### ゴール
| #  | 開催年月日    | 開催地                     | 対戦国         | 勝敗  | 試合概要                               |
| -- | ------------- | -------------------------- | -------------- | ----- | -------------------------------------- |
| 1. | 2012年6月8日  | 日本、埼玉                 | ヨルダン       | ○ 6-0 | 2014 FIFAワールドカップ・アジア4次予選 |
| 2. | 2012年6月12日 | オーストラリア、ブリスベン | オーストラリア | △1-1  | 2014 FIFAワールドカップ・アジア4次予選 |
| 3. | 2013年7月21日 | 韓国、ソウル               | 中国           | △3-3  | 東アジアカップ2013                     |